# Styphlaster
Styphlaster is een geslacht van zeesterren uit de familie Goniasteridae.				

## Soort
- Styphlaster notabilis H.L. Clark, 1938